# Sway (窗口管理器)
Sway是平铺式窗口管理器和Wayland合成器，受到i3的影响，并用C语言写成。Sway被设计为无需准备的替代i3，使用了更加现代的Wayland显示服务器协议和wlroots合成器库。Sway有效利用现存的i3配置文件并支持i3的大多数特征，还提供了一些自己的新特征。

## 简介
Sway对操纵窗口的缺省控制类似于vi。窗口聚焦由超级键和H、J、K、L按键之一的组合来控制。窗口移动通过同样的按键组合加上shift键来进行。
类似i3，Sway可以使用它的Unix域套接字和基于JSON的IPC接口从很多编程语言来进行扩展和操纵。
Sway的第一个稳定发行是在2019年3月11日，经过了3.6年的开发。

## 特征
Sway重复了i3的一些特征：
- 配置是通过纯文本文件进行的[5]。
- 窗口平铺是手动处理的，而非动态的。
- 窗口可以被水平或垂直的分割。
- 窗口可以按分页式（像網頁浏览器那样水平列出）或堆叠式（垂直列出）格局排布。
- 窗口可以类似在浮动窗口管理器中那样浮动。
- 平铺的和浮动的窗口可以使用鼠标和键盘二者来更改大小或移动[7]。
- Sway可以完全用键盘来驱动[8]。

Sway还提供一些独特的特征：
- 在指派按键绑定时支持多个非修饰键[9]。
- 支持在窗口之间和外部的缝隙。
- 在相同的工作空间上的窗口可以被分割入多个容器，使得一组窗口可以按分页式格局排布，而在这个工作空间上的其他窗口可以正常的平铺、浮动、或按堆叠式格局排布。
- 处理输入、输出和壁纸配置不再依赖于独立的程序。
- 於 1.10 版加入對用於 CJK 的 IME 彈出窗口的支援。

## 相關 Linux 發行版
以 Sway 作為預設視窗管理器的 Linux 發行版包含（但不限於）以下幾款：
- TileOS (Sway Edition) - 基於 Debian 。
- Ubuntu Sway Remix - 基於 Ubuntu ，並移除了 snap 相關套件。

## 引用
1. ↑  , Sway, 2019-08-09  [2019-08-09], （原始内容存档于2019-08-28）
2. ↑  . Drew DeVault’s Blog. 2015-12-20  [2019-08-09]. （原始内容存档于2019-04-24）.
3. ↑  . www.phoronix.com.   [2019-08-09]. （原始内容存档于2019-12-28）.
4. ↑  . www.phoronix.com.   [2019-08-09]. （原始内容存档于2019-08-17）.
5. 1 2  ,   [2019-08-09], （原始内容存档于2020-05-16） （英语）
6. ↑  . Drew DeVault’s Blog. 2019-03-11  [2019-08-09]. （原始内容存档于2019-08-08）.
7. ↑  . FOSSMint: Everything About Linux and FOSS. 2019-03-20  [2019-08-09]. （原始内容存档于2019-04-23） （美国英语）.
8. ↑  . itsfoss.com.   [2019-08-09]. （原始内容存档于2019-08-28） （美国英语）.
9. ↑  , Sway, 2019-08-09  [2019-08-09], （原始内容存档于2019-08-28）